# Čechy pod Kosířem
Čechy pod Kosířem – gmina w Czechach, w powiecie Prościejów, w kraju ołomunieckim. Według danych z dnia 1 stycznia 2012 liczyła 1051 mieszkańców.
W miejscowości znajdują się m.in. muzeum pożarnictwa, muzeum karoc, klasycystyczny pałac, kościół św. Jana Chrzciciela.

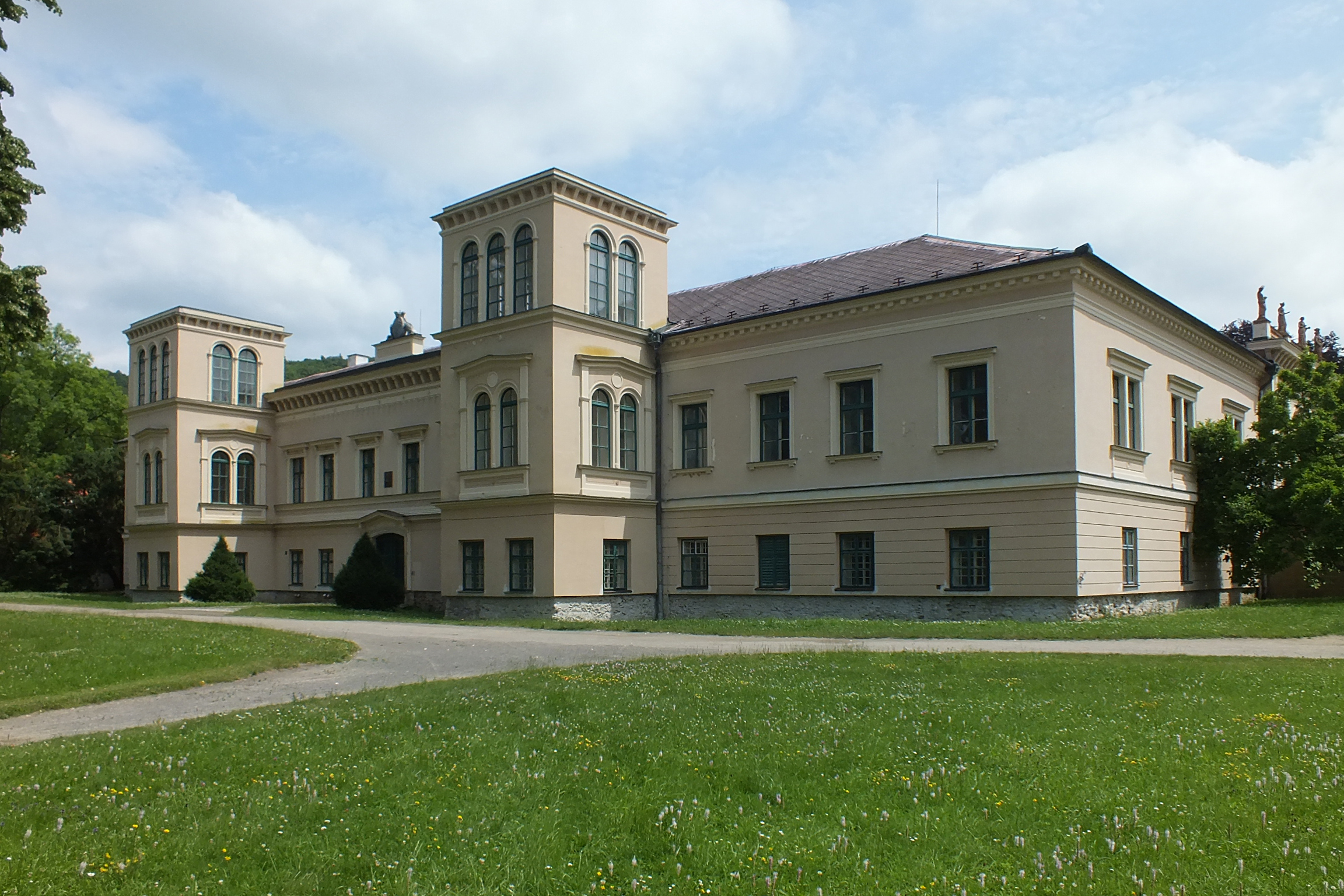
Pałac